# Erzbistum Chieti-Vasto
Das Erzbistum Chieti-Vasto (lateinisch Archidioecesis Theatina-Vastensis, italienisch Arcidiocesi di Chieti-Vasto) ist eine in Italien gelegene Erzdiözese der römisch-katholischen Kirche mit Sitz in Chieti.
Bereits im 6. Jahrhundert gab es einen Bischofssitz in Chieti. Am 1. Juli 1526 wurde das Bistum Chieti (Dioecesis Theatina) durch Papst Clemens VII. mit der Bulle Super universas zum Metropolitan-Erzbistum erhoben und ihm die Bistümer Penne, Atri und Lanciano als Suffragandiözesen unterstellt.
Mit der Apostolischen Konstitution Fructuosae ecclesiae vom 2. März 1982 unterstellte Papst Johannes Paul II. dem Erzbistum Chieti das Erzbistum Lanciano-Ortona als Suffraganbistum. Am 30. September 1986 wurde durch ein Dekret der Kongregation für die Bischöfe das Erzbistum Chieti vollständig mit dem Bistum Vasto vereint, nachdem die beiden Diözesen schon zuvor in Personalunion von einem Bischof geleitet worden waren.

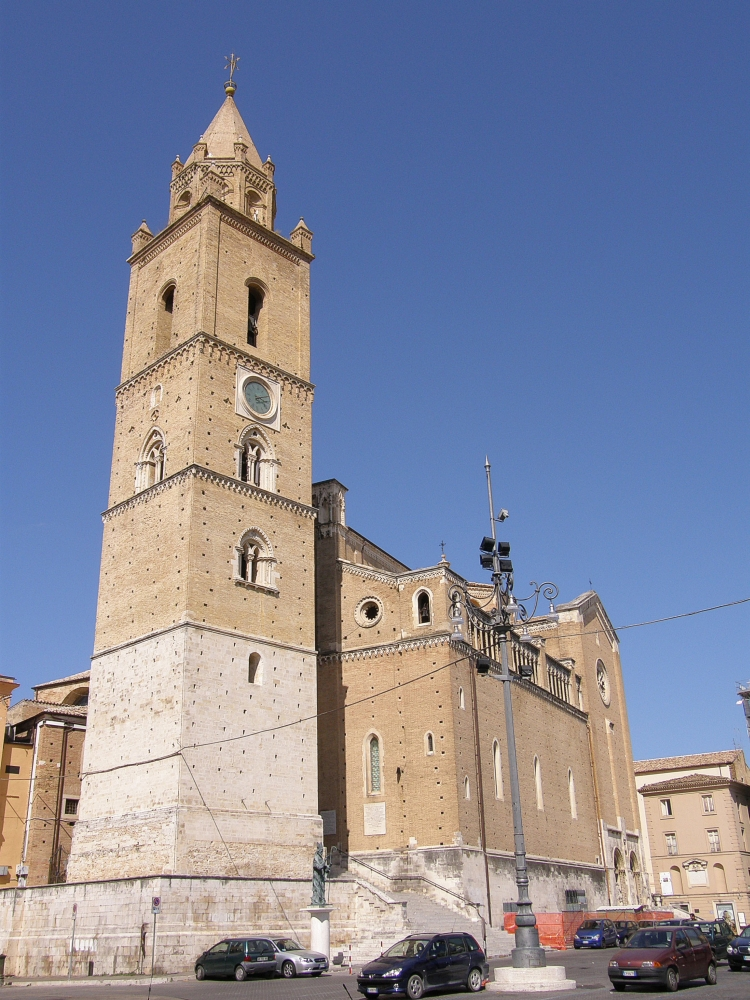
Kathedrale San Giustino in Chieti
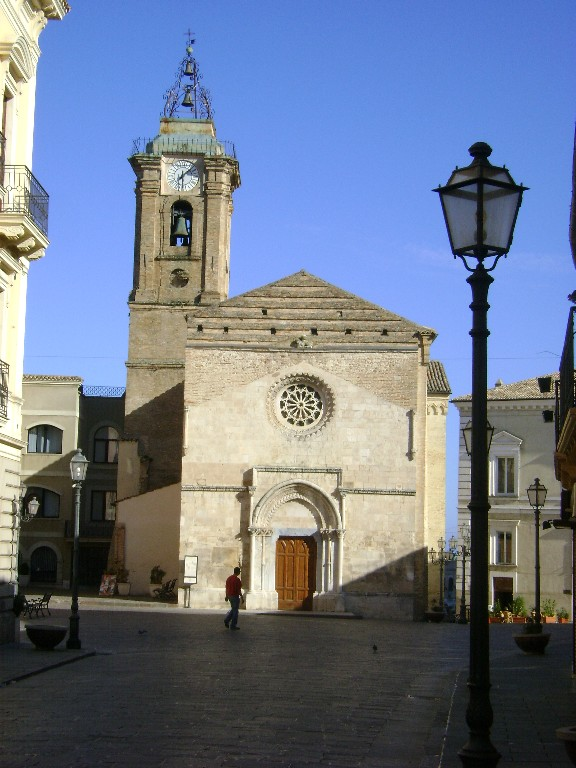
Konkathedrale San Giuseppe in Vasto